# Communauté de communes du canton de Louhans
La communauté de communes du canton de Louhans est une ancienne communauté de communes française, située dans le département de Saône-et-Loire et la région Bourgogne-Franche-Comté.

## Composition
Elle est composée des communes suivantes :
1. Branges
2. Bruailles
3. La Chapelle-Naude
4. Louhans
5. Montagny-près-Louhans
6. Ratte
7. Saint-Usuge
8. Sornay
9. Vincelles

## Historique
Le 1er janvier 2014, la communauté de communes a fusionné avec la communauté de communes du canton de Montret pour former la communauté de communes Cœur de Bresse.

## Sources
- Le SPLAF (Site sur la Population et les Limites Administratives de la France)
- La base ASPIC